# Erich Feigl
Erich Feigl (* 24. September 1931 in Wien; † 27. Jänner 2007 ebenda) war ein österreichischer Journalist, Publizist und Dokumentarfilmer.

## Leben
Erich Feigl war seit seiner Studienzeit als Schriftsteller tätig. Er verfasste unter anderem Biographien über das letzte österreichische Kaiserpaar Karl I. und Zita von Bourbon-Parma sowie Otto von Habsburg. Er beschäftigte sich als Buchautor neben der Geschichte Österreichs auch mit dem Nahen Osten. Sein letztes Buch Seidenstraße durchs Feuerland, eine erste deutschsprachige Geschichte Aserbaidschans, konnte nicht mehr zu seinen Lebzeiten erscheinen und wurde im Jahr nach seinem Tod von seinem langjährigen Freund und Kollegen Adolf Opel herausgegeben.
Feigl war Träger zahlreicher österreichischer und internationaler Auszeichnungen, Ritter des Konstantinordens sowie Ritter des Lazarus-Ordens, über dessen Geschichte, Charakter und Tätigkeit er 1974 ein Buch veröffentlichte. Das karitative Wirken der christlichen Hilfsorganisation des Ordens war für ihn ein besonderes Anliegen.
Erich Feigl starb im 76. Lebensjahr an Nierenversagen, nachdem er mit einer Magenblutung ins Krankenhaus eingeliefert worden war. Am 5. Februar 2007 fand die Kremationsfeier in der Feuerhalle Simmering in Wien statt. Die Urne kam zum Stift Geras und wurde später der Familie übergeben.

## Aktivitäten

### Soziale Aktivitäten
Feigl war an führender Stelle aktiv im Lazarus Hilfswerk Österreich, dessen Präsident er 2005 wurde. Das Hilfswerk bietet soziale Assistenzdienste für Senioren, Behinderte und Kranke, betreibt einen Krankentransport und Fahrtendienste. Das Hilfswerk leistet international Katastrophenhilfe und baute den ersten Sauerstoff-Notdienst Europas auf. Zudem engagierte sich Feigl für die Rechte lesbischer Frauen und homosexueller Männer. In diesem Zusammenhang war er Mitbegründer, Unterstützer und Förderer des Rechtskomitee Lambda, das sich für die rechtliche Gleichstellung Homosexueller in Österreich einsetzt, und gehörte bis zu seinem Tod dessen Kuratorium an.

### Monarchismus
Erich Feigl war seit den fünfziger Jahren eine führende Figur in der monarchistischen Szene Österreichs, der durch persönliche Kontakte mit Kaiserin Zita und Otto von Habsburg dem Haus Habsburg eng verbunden war. Er wirkte als österreichischer Bundesobmann der Paneuropa-Bewegung und war Ehrenmitglied der monarchistischen ÖSTV Ottonia, die seit Oktober 2007 Corps der Ottonen Wien heißt. Feigl gehörte 1989 maßgebend dem „Komitee für die Beisetzungsfeierlichkeiten von Kaiserin und Königin Zita“ in Wien an. Zudem war er ein maßgebendes Mitglied der Kaiser-Karl-Gebetsliga für den Weltfrieden, die 1954 den Seligsprechungsprozess für Kaiser Karl I. einleitete, worauf dieser 2004 von Papst Johannes Paul II. seliggesprochen wurde. Dem Nachrichtenmagazin Der Spiegel sagte Feigl: „Der Kaiser ist ein Nothelfer sondergleichen, ein wirklicher Spezialist für ausweglose Situationen.“ Als sich 2004 österreichische Monarchisten zur Schwarz-Gelbe Allianz zusammenschlossen, nahm Feigl regen Anteil an ihrem Aufbau und erhielt im Jahr vor seinem Tod deren Ehrenmitgliedschaft verliehen.

### Interpretation zur Affaire Mayerling
1984 erregte Feigl durch sein Buch Kaiser Karl Aufsehen mit der These einer Ermordung des Kronprinzen Rudolf am 30. Januar 1889 in Schloss Mayerling. Feigl stützte sich auf Zeugenaussagen der Kaiserin Zita und ihres Bruders Franz Xaver von Bourbon-Parma. Nach dieser Theorie wurden der Kronprinz und seine Freundin Maria von Vetsera das Opfer der Politik von Georges Clemenceau, der in Österreich einen Staatsstreich provozieren wollte. Als sich Kronprinz Rudolf zu einem solchen nicht instrumentalisieren ließ, hätte Clemenceau ihn töten lassen, um einen Verrat des Plans an Otto von Bismarck zu verhindern. 

„Eine Gruppe von Berufmördern habe sich mit Hilfe einer Leiter Zutritt in das Jagdschloss verschafft und nach einem Handgemenge den Kronprinzen getötet. Dieselben Männer hätten dann auch Mary Vetsera, die in einem anderen Teil des Schlosses untergebracht war, ermordet und sie neben den toten Kronprinzen gelegt, um ihn vollends zu kompromittieren. Die Täter seien dann unerkannt entkommen. Auf eine Verfolgung hätte man anscheinend wegen der brisanten Umstände verzichtet.”“

### Umstrittene Thesen zum Völkermord an den Armeniern
Ein langjähriger Freund Feigls, der 1950 geborene Erdoğan Özen, war türkischer Attaché für Gastarbeiter- und Sozialfragen in Österreich. Özen wurde am 20. Juni 1984 durch eine Autobombe vor seiner Botschaft in Wien von Mitgliedern der armenischen Terrorgruppe Asala getötet. Weil das Opfer schon aufgrund seines Geburtsjahres „absolut nichts mit den tragischen Ereignissen von 1915 zu tun hatte, die so vielen Armeniern und Moslems das Leben kosteten“, und Feigl sicher war, dass sein Freund jemand war, der „bedürftigen oder verfolgten Armeniern geholfen hätte“, entschloss er sich im „selben Moment, als ich die Nachricht von Erdogans Tod hörte“, über den armenischen Terrorismus zu recherchieren. In Feigls folgenden Filmen und Büchern zu diesem Thema, etwa A Myth of Terror und Armenian Mythomania, wertet er den Völkermord an den Armeniern nicht als einseitige Schuld der Türkei, sondern sieht viele Ursachen für diese Tragödie, darunter neben dem türkischen Anteil die erfolgreiche Mission amerikanischer Protestanten unter den Armeniern, die das Volk gespalten habe, und eine Kollaboration von Armeniern mit dem türkischen Kriegsgegner Russland im Ersten Weltkrieg. Feigl macht auch darauf aufmerksam, dass die meisten Arbeiten über die Armeniervertreibung das seiner Meinung nach viel größere Leiden der Muslime im Osmanischen Reich zur selben Zeit ausblendeten. Wie er im Epilog von A Myth of Terror schrieb, verstand Feigl selbst seinen Versuch der armenisch-türkischen Geschichtsschreibung als ein Argument gegen das Weltbild von Terroristen, welche die Schuld grundsätzlich bei anderen suchen und Rache nehmen wollen. Seine Perspektive fand Zustimmung in Aserbaidschan und der Türkei, brachte ihm jedoch viele harte Kritiken ein. So warf der armenisch-amerikanische Autor Walter B. Kalaidjian Feigl vor, in seinen Thesen von den „Standardargumenten“ der jungtürkischen Regierung abhängig zu sein. Dagmar Lorenz, die Leiterin des Instituts für jüdische Studien an der University of Illinois at Chicago, wertet in der Rezension eines Buchs von Edgar Hilsenrath im Jahrbuch des Simon Wiesenthal Center Ein Mythos des Terrors als revisionistische Publikation, welche vor irreführenden Details nur so strotze.

## Auszeichnung und Ehrungen
- Goldenes Verdienstzeichen des Landes Wien
- Großkreuz des Lazarus Ritterordens
- Berufstitel Professor (1984)
- Medaille für Fortschritt der Republik Aserbaidschan

## Werke

### Bücher
- Turkey, Europe and Public Opinion: A Myth of Error Wien: Amalthea, 1999, ISBN 3-85002-423-7.
- Halbmond und Kreuz. Marco d'Aviano und die Rettung Europas. Amalthea, Wien 1983, ISBN 3-85002-326-5.
- Kaiser Karl I. Ein Leben für den Frieden seiner Völker Amalthea, Wien 1990, ISBN 3-85002-291-9.
- Kaiserin Zita. Kronzeugin eines Jahrhunderts. Amalthea, Wien 1989, ISBN 3-85002-277-3.
- Die Kurden. Geschichte und Schicksal eines Volkes. Universitas-Verlag, Wien 1995, ISBN 3-8004-1322-1.
- Ein Mythos des Terrors. Armenischer Terrorismus, seine Ursachen und Hintergründe. Edition Zeitgeschichte, Freilassing 1986
- Musil von Arabien. Vorkämpfer der islamischen Welt. Ullstein, Frankfurt/M. 1988, ISBN 3-548-27560-5.
- Otto von Habsburg. Protokoll eines politischen Lebens. Amalthea, Wien 1987, ISBN 3-85002-244-7.
- Otto von Habsburg. Profil eines Lebens. Amalthea, Wien 1992, ISBN 3-85002-327-3.
- Vorhölle zum Paradies. Zsolnay, Wien 1982, ISBN 3-552-03400-5.
- Zita. Kaiserin und Königin. Amalthea, Wien 1991, ISBN 3-85002-307-9.
- Gott erhalte … – Kaiser Karl : persönliche Aufzeichnungen und Dokumente. Amalthea, Wien 2006, ISBN 3-85002-520-9.

### Filme
60 Dokumentarfilme, meist für den ORF, aber auch für den BR, das ZDF und TRT (Türkisches Fernsehen) in Koproduktion gedreht.
- Reise in die frühchristliche Welt und Die Erben der frühchristlichen Welt, u. a. mit Persönlichkeiten wie Kaiser Haile Selassie oder Patriarch Athenagoras
- Die Weltreligionen: Buddhismus, Hinduismus, Schintoismus, Islam, Christentum: Eine Serie über große Kulturen und Persönlichkeiten,
- Ein Tropentraum (die Mayas)
- Der Goldschatz (Howard Carter und Tut Anch Amun) Inkas und Azteken etc
- Menschen und Mythen (Die Sikhs, die Parsen, das Bardo etc.)
- je 3 Filme mit Kaiserin Zita und Otto von Habsburg, ferner über Alois Musil (Syrien, Irak),
- Die Religionen des Zweistromlandes („An den Strömen des Paradieses“),
- drei Filme über Ephesos (Wenn die Götter lieben, das Südostanatolische Projekt Wasser ist Macht)
- eine spezielle Serie über seine Sicht des ASALA-Terrorismus (A myth of terror)
- Die Wiedergeburt und das Bardo und den Buddhismus (alle mit dem Dalai Lama)

## Einzelbelege
1. ↑  Erich Feigl: Seidenstraße durchs Feuerland. Die Geschichte Aserbaidschans. Wien: Amalthea 2008, ISBN 978-3-85002-667-3.
2. ↑  Erich Feigl: Der Militärische und Hospitalische Orden des Hl. Lazarus von Jerusalem. Memento. Wien: Kanzleramt des Grosspriorates von Österreich des Ordre Militaire et Hospitalier de Saint-Lazare de Jerusalem 1974.
3. ↑  Bestattung Wien (Memento vom 25. Oktober 2016 im Internet Archive)
4. ↑  lt. Auskunft Feuerhalle Wien und Stift Geras
5. ↑  St. Lazarus Hilfswerk (LHW) (Seite nicht mehr abrufbar, festgestellt im April 2018. Suche in Webarchiven)
6. ↑  Rechtskomitee Lambda: Kuratorium. (Jus Amandi. Zeitschrift für gleichgeschlechtliche Liebe und Recht 2/01, S. 3) (Memento vom 7. April 2014 im Internet Archive) (PDF-Datei; 144 kB).
7. ↑  Siehe dazu Christoph Ransmayr: Der Weg nach Surabaya: Reportagen und kleine Prosa. Frankfurt am Main: S. Fischer 1997, ISBN 978-3-10-062916-6, S. 98–100.
8. ↑  ”Liebe der Völker” Der Spiegel 13/1989
9. ↑  „Ehre der Altäre.“ Der Spiegel 45/1982
10. ↑  Erich Feigl: Kaiser Karl. Wien und München: Amalthea Verlag 1984, ISBN 3-85002-179-3.
11. ↑  Peter Rückl: Mayerling im Verlauf seiner Geschichte. Diplomarbeit. Wien 2002, S. 78f. (Memento vom 29. März 2016 im Internet Archive) (PDF-Datei; 2,1 MB)
12. ↑  Sâmiha Ayverdi: Türkiye'nin Ermeni meselesi. Istanbul: Kubbealtı Neşriyâtı 2007, ISBN 978-975-6444-21-4
13. ↑  Erich Feigl: A Myth of Terror. Armenian Extremism: Its Causes and its Historical Context. Freilassing und Salzburg (Edition Zeitgeschichte) 1986 (Memento vom 5. Juli 2010 im Internet Archive), S. 6–7.
14. ↑  Erich Feigl: Armenian Mythomania. Armenian extremism. Its Causes and Historical Context. Wien: Amalthea Signum 2006, ISBN 978-3-85002-583-6 (Online)
15. ↑  Vgl. „The Causes of the Armenian Tragedy“ in Feigl, A Myth of Terror, S. 45–46.
16. ↑  Erich Feigl: A Myth of Terror: Armenian Extremism, Its Causes and Its Historical Context, S. 7 Virtually all the information that we have concerning the tragic events of 1915 comes from Armenian sources or from others who know nothing – or at least pretend to know nothing – about the much greater suffering endured by the Moslems at the time. The available information also presents a very incomplete, one-sided view of the events leading up to the tragedy of 1915.
17. ↑  Feigl: A Myth of Terror. S. 142.
18. ↑  Walter B. Kalaidjian: The Edge of Modernism. Baltimore 2006, S. 24.
19. ↑  Dagmar C. G. Lorenz: „Hilsenraths Other Genocide.“ (footnote20) In: Simon Wiesenthal Center Annual 7.1990 (Memento vom 4. Juni 2011 im Internet Archive), ISSN 0741-8450.

| Personendaten    | Personendaten                                               |
| ---------------- | ----------------------------------------------------------- |
| NAME             | Feigl, Erich                                                |
| KURZBESCHREIBUNG | österreichischer Journalist, Publizist und Dokumentarfilmer |
| GEBURTSDATUM     | 24. September 1931                                          |
| GEBURTSORT       | Wien, Österreich                                            |
| STERBEDATUM      | 27. Januar 2007                                             |
| STERBEORT        | Wien, Österreich                                            |